# カンフーガール
カンフーガールはニュースタッフプロダクション所属の元お笑いコンビ。2019年11月8日解散。
解散後もそれぞれが同事務所に所属している。

## メンバー
- 見附拓摩（みつけ たくま 1982年1月24日（43歳） - ）
  - 福井県吉田郡出身。身長171cm。体重65kg。O型。
  - 趣味：お酒・ラーメン屋巡り・愛犬の散歩(ゴールデンレトリバー・柴犬)
  - 特技：歌・カラオケ(地元福井県の古墳祭テーマソングでボーカルを担当)・大食い・バスケ
  - 見附は2005年2月からコンビ、ロケットダッシュとしてフリーで活動、解散後に元アンテナッパの武田と爽快パンクを結成し、そのタイミングでニュースタッフエージェンシー（当時）に所属。
  - 2020年現在は見附メリーゴーランドに改名。

- 伊藤じゅん（いとう じゅん 1988年6月1日（36歳） - ）
  - 長野県長野市出身。身長180cm。体重68kg。O型。
  - 趣味：戦隊もの・仮面ライダー鑑賞・高校野球観戦
  - 特技：ものまね・戦隊物のオープニング曲を全曲歌える・全国各地の野球の強豪校の名前が言える
  - 伊藤は小学校の同級生と「マンデイ」というアマチュアコンビを結成し、文化祭や地区の行事の際にネタを披露していた。長野のテレビで何度かマンデイの特集を組まれたこともある。
  - M-1グランプリには2004〜2008に出場、M-1甲子園2005に出場(どれも1回戦敗退)し、当時はツッコミを担当していた。
  - 当時の相方の就職に伴い解散し、伊藤は2010年からピンとして活動。東京でのピン初舞台「キングオブフリー」にて決勝進出。そこでニュースタッフエージェンシー（当時）に所属。

## 概要
- 見附が前コンビの爽快パンクを解散後、ピン芸人として伊藤じゅんがニュースタッフプロダクションに所属し、間もなく見附から誘うが2度断られ、三度目の正直でようやく結成となった。
- コンビ名の由来として、ライブ等では「カンフーガールというワインがあり、“ワインのように芸が熟成するように”」と言ってるが、実はお互いが出したワードをくっつけただけである。カンフーは伊藤、ガールは見附が出し、2つをくっつけたのが由来。
- 歌ネタ王決定戦2017にて準決勝に進出。見附はまさか準決勝にいけるとは思っておらずほぼ諦めていたが、ネタを書いた伊藤は結果が出る前から「このネタなら必ず準決勝にいける」と確信しサイトの結果発表のチェックを怠らなかった。だがサイトチェックのタイミングが合わず、準決勝進出の結果を自分ではなくホタテーズ後藤からのLINEで知ることになる。
- 見附が結婚する際に婚姻届けの保証人を伊藤にお願いした。婚姻届けを持って伊藤の家まで行くが伊藤が寝起きで寝ぼけており、自分の現住所や実家の住所等の計5ヵ所を書き損じ、結果見附は訂正印だらけの婚姻届けを役所に提出することとなった。
- 二人ともコントが好きで結成初期はコント師として活動するもネタの生みの苦しみに悩まされ壁にぶつかり、半ばやけくその遊び半分で作った漫才が意外にハマりライブでも好感触であった為、そのままコントから漫才へとシフトチェンジし、主に漫才を行うようになった。

## 出演

### テレビ
- オンバト+（NHK）
- お願い!ランキング（テレビ朝日）
- 東京オーディション（仮）（TOKYO MX）

### ラジオ
- サンドウィッチマンの天使のつくり笑い（NHKラジオ第1）
- 桑田留奈 るなラジ（2017年10月4日 - 2018年9月26日、ラジオ大阪）アシスタントMC
- 神南里奈 りなラジ（2018年10月3日 - 2019年9月25日、ラジオ大阪）アシスタントMC

### CM
- ミツカン

### インターネット
- 手のひら芸人（日テレマーケット）
- ノゾキミ男子会!（MILOU）

### ライブ
- 第1回単独コントライブ「WHITE RAIN COAT MAN」
- LIVE NSP
- ラママ新人コント大会
- 東京笑い者
- フルルお笑い勝ち抜きバトル
- 太田プロJr.ライブ
- 石井光三ライブアッパーズ
- 環八フルスイング